# Brachycentridae
Famille
Les Brachycentridae (brachycentridés en français) forment une famille d'insectes de l'ordre des trichoptères.

## Liste des genres
Selon ITIS (1er avril 2018) :
- genre Adicrophleps  Flint, 1965
- genre Amiocentrus  Ross, 1938
- genre Brachycentrus  Curtis, 1834
- genre Dolichocentrus  Martynov, 1935
- genre Eobrachycentrus  Wiggins, 1965
- genre Hummeliella  Forsslund, 1936
- genre Micrasema  McLachlan, 1876

Selon NCBI (1er avril 2018) :
- genre Amiocentrus
- genre Brachycentrus
- genre Dolichocentrus
- genre Eobrachycentrus
- genre Micrasema
- genre Tsudaea